# Cedar Point, Kansas
Cedar Point là một thành phố thuộc quận Chase, tiểu bang Kansas, Hoa Kỳ. Năm 2010, dân số của xã này là 28 người.

## Dân số
Dân số các năm:
- Năm 2000: 53 người
- Năm 2010: 28 người